# Lubor Niederle

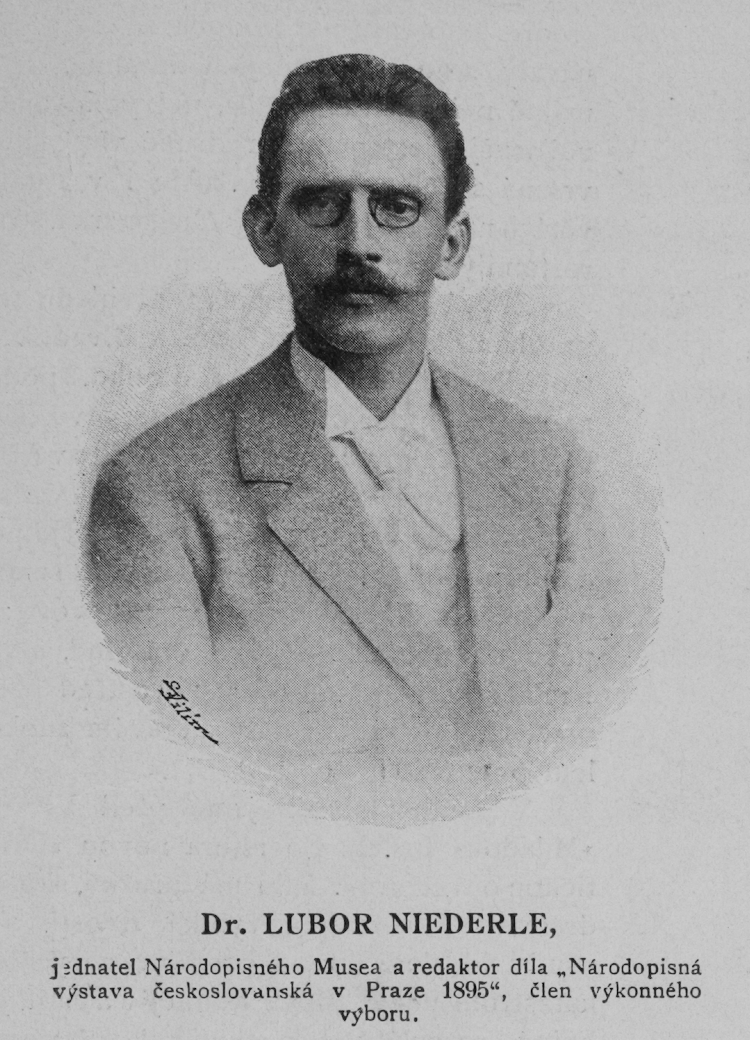
Lubor Niederle (1895)

Lubor Niederle (Klatovy, 1865. szeptember 20. – Prága, 1944. június 14.) cseh régész, antropológus, etnográfus és történész. Korában a szlávok kiemelkedő formátumú kutatója és a modern cseh régészet megteremtője.

## Élete
Prágában, Németországban és Franciaországban hallgatott antropológiát, közben beutazta Dél- és Kelet-Európát. Miroslav Tyrš ösztönzésére kezdett el klasszika-régészettel és etnográfiával foglalkozni, melynek köszönhetően Közép-Európa történetét behatóan ismerte. Elsősorban a szlávok történetével foglalkozott.
Részt vett az 1895-ös prágai történeti kiállítás megszervezésében és a Történeti Múzeum létrehozásában. 1898-tól dolgozott a prágai egyetemen, ahol az őskori régészet első professzora lett. 1927-1929 között rektori tisztet is betöltött. Érdemeit nemzetközi szinten is elismerték, és egy sor kiváló kutató vallotta magát tanítványának, többek között Jan Eisner, Jan Filip, Jiří Neustupný.
A legújabb régészeti módszerek fő szószólója és követője volt, melyet a forrásokhoz való kritikai-analitikus hozzáállás jellemzett. Karel Buchtelával együtt Josef Ladislav Píč munkásságával szemben léptek fel, mely végül annak öngyilkosságba való menekülését eredményezte. Megírták a Rukověť české archeologie (magy. A cseh régészet kézikönyve), melyben a cseh régészet őskorának ma elfogadott felosztását vázolták fel.
A szlávok kutatásában előremutatónak bizonyult az 1931-ben kiadott Rukověť slovanské archeologie (magy. A szláv régészet kézikönyve) című műve. Kulcsfontosságú volt a 11 kötetben megjelentetett és francia nyelvre is lefordított Slovanské starožitnosti (magy. Szláv régiségek) sorozat is, melyben Pavel Jozef Šafárik munkásságára alapozott.
Tehetségének köszönhetően cikkeit és könyveit maga illusztrálta. Szervezői munkássága is jelentős, 1891-ben megalapította a Český lid című folyóiratot, ill. szerkesztette a Památky archeologické, Věstník slovanských starožitností, ill. Obzor prehistorický szakfolyóiratokat is. Az első cseh állami régészeti intézet megalapítója és 1919-1924 között igazgatója, valamint 1928-1932 között a Szláv intézet vezetője.

## Művei
- 1893, 1894 Lidstvo v době předhistorické se zvláštním zřetelem na země slovanské, Praha
- 1896 Průvodce po Národopisném Museu Českoslovanském, Praha
- 1903 Národopisná mapa uherských Slováků na základě sčítání lidu z r. 1900, in: NSČ IX, 226.
- 1910 Rukověť české archeologie, Praha
- 1902-1927 Slovanské starožitnosti, Praha
- 1931 Rukověť slovanské archeologie
- 1953 Rukoväť slovanských starožitností (kiad. Jan Eisner)